# Gruß aus Libyen oder Grün ist eine schöne Farbe
Gruß aus Libyen oder Grün ist eine schöne Farbe ist ein Dokumentarfilm des DEFA-Studios für Dokumentarfilme von Winfried Junge aus dem Jahr 1989.

## Handlung
Winfrid Junge bekommt eine Ansichtskarte aus Libyen, deren Absender der Grund ist sich auf den Weg zu machen, um ihn zu besuchen. Bei der Ankunft findet sich ein ganzes Kollektiv Deutscher aus der DDR zu einem Gruppenfoto ein, die in der GSLAVJ, der Großen Sozialistischen Libysch-Arabischen Volks-Dschamahirija arbeiten und Dschamahirija heißt so viel wie „Staat aller“. Sie sind vom Kombinat Fortschritt Landmaschinen und bauen hier ein Getreidesilo. In der Mitte dieser Gruppe steht Dieter Finger, der die Karte schrieb und den viele aus der Langzeitdokumentation Die Kinder von Golzow kennen. Es soll in dem Film aber nicht über ihn berichtet werden, sondern über das Land und weshalb dieser Silo gebaut wird.
In Libyen leben 1989 etwa 4 Millionen Menschen und das Land ist 16 Mal größer als die DDR. Das Filmteam fährt in eine Gegend, in der man bereits seit 7.000 Jahren Ackerbau betreibt. Auf die Frage, woher das Wasser kommt, antworten die Bauern, dass es manchmal reichlich vorhanden ist und verweisen auf einen Staudamm, auch ein zweiter Damm hat bereits seinen Nutzen gezeigt, was durch eine Fotografie bewiesen wird. Hier nutzt man jeden Tropfen Flüssigkeit, in diesem Land zwischen Wüste und Meer. Die Fahrt geht weiter in eine moderne Stadt, in der es bis vor Kurzem nur Hütten ohne Kanalisation gab. Kam das Wasser, vor dem Bau der Staudämme, riss es die halbe Stadt mit in den See, heute gibt es die Probleme nicht mehr. Der Koran ist das Gesetz der Gesellschaft und eine neue Moschee gibt es auch, ebenso wie eine neu erbaute Landwirtschaftsschule, die in der Sichtweite des Silos liegt. Bildung für Alle heißt es heute und das gilt auch für die Frauen. Entgegen den Erwartungen trifft das Filmteam hier auf wenig Verschleierte. Es wird eingeladen, den Unterricht einer Klasse zu besuchen und sucht sich dafür eine aus, in der besonders viele Mädchen sind, das Unterrichtsfach heißt Meteorologie. Für die Mädchen ist es auch normal, mit Jungens in eine Klasse zu gehen. Nach dem Unterricht werden die Filmleute in die Familie eingeladen, aus der zwei der Studentinnen kommen.
In der Familie angekommen, stellt der Vater diese erst einmal vor. Die Eltern sprechen über ihre Kinder und das moderne Aussehen der Töchter. Es ist keine paar Jahre her, dass die jungen Frauen sich noch nicht einmal einem Fremden zeigen durften. Dann wird die Tierhaltung der Familie gezeigt, um anschließend eine industrielle Hühnerhaltung in Libyen zu zeigen, wie sie in vielen modernen Ländern üblich ist und die eventuell in Zukunft der Arbeitsplatz der Mädchen, nach dem Abschluss ihres Studiums, sein kann. Auch das Fahren eines Traktors ist für die Mädchen und die Eltern zur Normalität geworden, um Wasser zu holen und damit die Felder zu bewässern. Die Ackerfläche der Familie beträgt 5 Hektar und wenn die Wasserfrage einmal endgültig geklärt ist, wird diese Fläche, gemeinsam mit den Flächen der anderen Bauern der Gegend ausreichen, das Silo einmal zu befüllen.

## Produktion und Veröffentlichung
Gruß aus Libyen oder Grün ist eine schöne Farbe wurde unter den Arbeitstiteln Libyen oder Grün ist eine schöne Farbe und Libyen von der DEFA, KAG document in Zusammenarbeit mit der Filmorganisation der Großen Sozialistischen Libyschen Arabischen Volksdschamahirija auf ORWO-Color gedreht.
Der Anlauf des Films in den Kinos der DDR fand am 23. Juni 1989 statt. Vom Fernsehen der DDR wurde er am 30. August 1989 im 2. Programm ausgestrahlt.
Der Film erschien 2019 in der Edition Jenseits von Golzow zusammen mit 14 weiteren Dokumentarfilmen von Winfried Junge bei Absolut Medien auf DVD.